# Mausoleum Saad Zaghlul

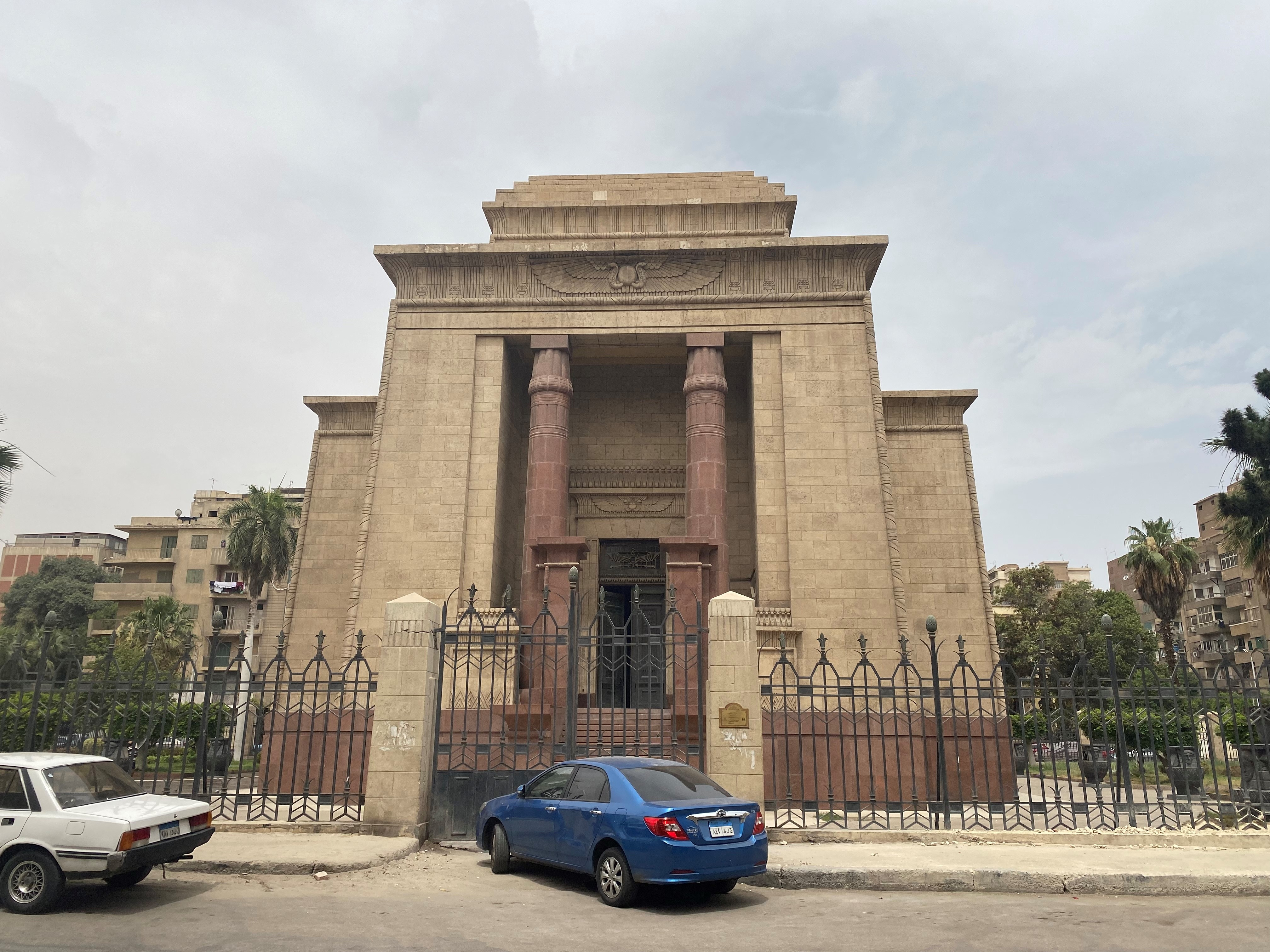
Ostfassade (2023)

Das Mausoleum Saad Zaghlul ist ein Grabmal in Kairo. Der für den ägyptischen Premierminister Saad Zaghlul 1931 errichtete Bau gilt als Schlüsselbau des Pharaonismus.

## Beschreibung
Der freistehende quaderförmige Baukörper ist nach Ost–West ausgerichtet mit kleineren Vorbauten im Norden und Süden. Die gegenüberliegenden Fassaden sind jeweils identisch ausgeführt. Im Osten und Westen ist jeweils eine Treppe vorgelagert, zwei Säulen tragen das Gebälk vor der zurückspringenden Eingangswand. Im Innenraum steht mittig der Sarkophag.

## Geschichte und Architektur
Der Architekt Mustafa Fahmy legte zwei Entwürfe für den Bau vor, die stark diskutiert wurden. Der erste Entwurf war an islamische Grabbauten orientiert, während der zweite Entwurf, der umgesetzt wurde, sich stärker auf die Architektur des alten Ägyptens (mit Elementen des Art déco) bezog. Während die Befürworter des ersten Entwurfs auf die islamische Tradition des Mausoleums hinwiesen, sahen die Vertreter des zweiten Entwurfs die altägyptische Architektursprache als Ausgangspunkt für eine neue ägyptische Architektur. Dieser als Pharaonismus bezeichnete Stil hatte seinen Ausgangspunkt in der Suche nach einem von Fremdeinflüssen freien Nationalstil und entstand während des Kampfes um die Unabhängigkeit. Neben Architektur war er auch in Literatur und Kunst verbreitet.